# Lübs (Vorpommern)

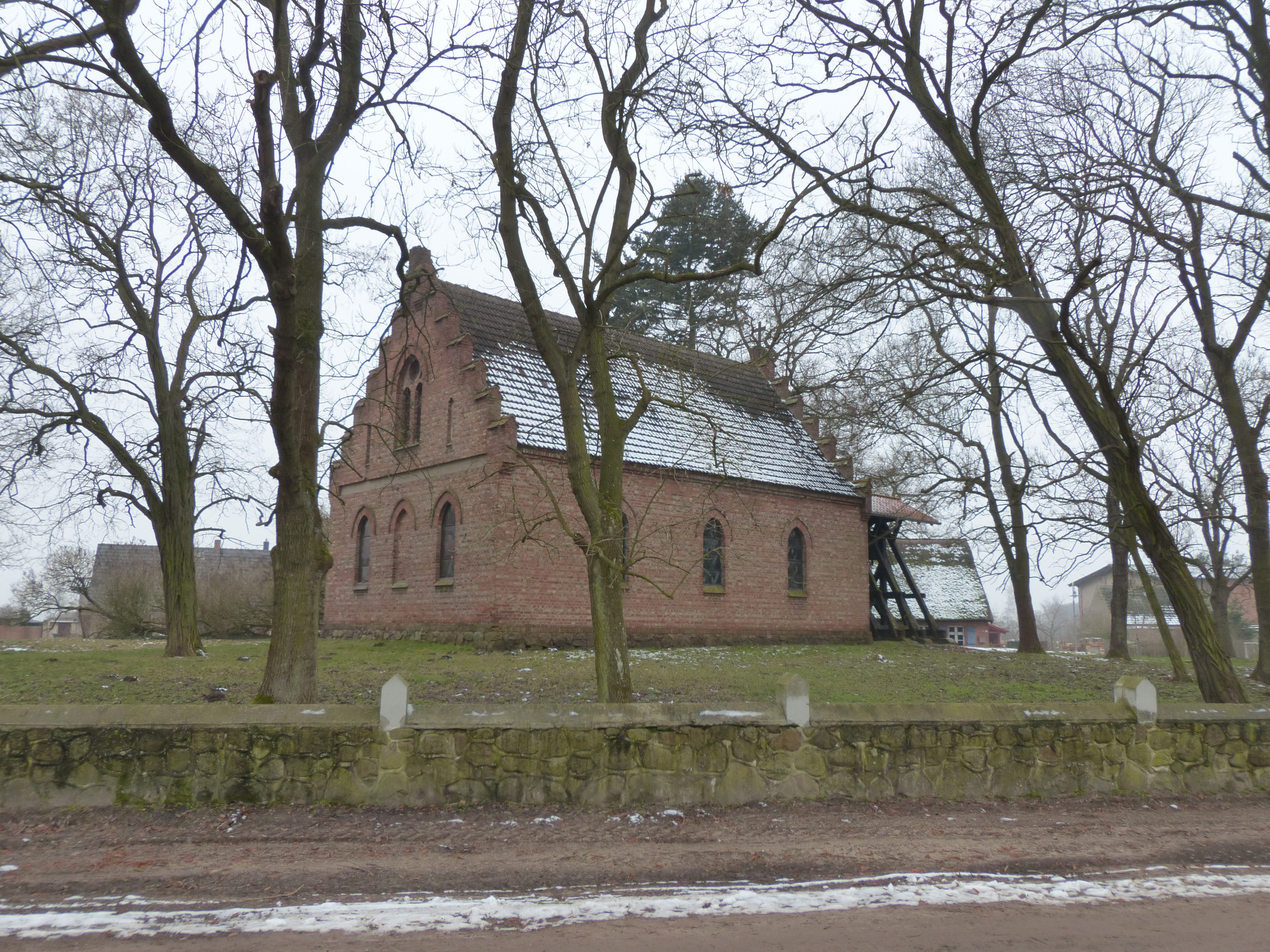
Dorfkirche Lübs

Lübs ist eine deutsche Gemeinde im Landkreis Vorpommern-Greifswald im Osten Mecklenburg-Vorpommerns. Die Gemeinde wird vom Amt Am Stettiner Haff mit Sitz in Eggesin verwaltet.

## Geographie

### Lage
Die Gemeinde Lübs liegt am Westrand der Ueckermünder Heide, nur wenige Kilometer vom Stettiner Haff entfernt. Das Gelände ist weitgehend flach, südwestlich der Gemeinde erstreckt sich die Friedländer Große Wiese, nördlich ein rund 20 km² großes Waldgebiet, der Anklamer Stadtforst.

### Nachbargemeinden
Umgeben wird Lübs von den Nachbargemeinden Leopoldshagen im Norden, Mönkebude im Nordosten, Ueckermünde im Osten, Meiersberg im Südosten, Ferdinandshof im Süden, Altwigshagen im Südwesten sowie Ducherow im Nordwesten.

### Gemeindegliederung
Zu Lübs gehören die Ortsteile Annenhof, Heinrichshof, Lübs und Millnitz.

## Geschichte
Lübs
Der Name Lübs stammt vom slawischen Wort für Linde = Lipa ab. Den Slawen folgten im Zuge der deutschen Ostexpansion
Siedler aus westlich liegenden Gebieten nach.
Das Dorf bzw. die Ländereien und der Forst war nach dem Dreißigjährigen Krieg und u. a. auch noch bis zur Enteignung 1945 lange im Besitz derer von Borken bzw. von Borcke.
Im Ort war neben der traditionellen Landwirtschaft auch der Handel vertreten, es gab weiterhin verschiedene Handwerke.
Die fast 500 Jahre alte Lübser Kirche wurde 1897 umgebaut (als Backsteinbau).
Am 1. Januar 1998 wechselte Lübs aus dem Landkreis Ostvorpommern in den Landkreis Uecker-Randow. Beide Landkreise gingen am 4. September 2011 im neu gegründeten Landkreis Vorpommern-Greifswald auf.
Die Gemeinde Lübs zieht heute durch günstige Konditionen und die ruhige Wohnlage in der Natur vor allem junge Familien an. Der Tourismus spielt langsam eine größere Rolle, was vor allem auf die Haffnähe zurückzuführen ist.

## Politik

### Gemeindevertretung und Bürgermeister
Der Gemeinderat besteht (inkl. Bürgermeister) aus 6 Mitgliedern. Die Wahl zum Gemeinderat am 26. Mai 2019 hatte folgende Ergebnisse:
| Partei/Bewerber                            | Prozent | Sitze |
| ------------------------------------------ | ------- | ----- |
| Bürgerbündnis mit Kompetenz für Vorpommern | 36,64   | 3     |
| Einzelbewerber Schulz                      | 24,87   | 1     |
| Einzelbewerber M. Gröschl                  | 11,93   | 1     |
| Einzelbewerber Kietzmann                   | 10,76   | 1     |

Bürgermeister der Gemeinde ist Ossip Storm, er wurde auf der Gemeindevertretersitzung am 25. Juni 2019 einstimmig  gewählt, nachdem der Bewerber bei der Wahl am 26. Mai 2019 keine Mehrheit erreicht hat.

### Wappen, Flagge, Dienstsiegel
Die Gemeinde verfügt über kein amtlich genehmigtes Hoheitszeichen, weder Wappen noch Flagge. Als Dienstsiegel wird das kleine Landessiegel mit dem Wappenbild des Landesteils Vorpommern geführt. Es zeigt einen aufgerichteten Greifen mit aufgeworfenem Schweif und der Umschrift „GEMEINDE LÜBS * LANDKREIS VORPOMMERN-GREIFSWALD“.

## Sehenswürdigkeiten
- Dorfkirche Lübs
- Mehrere Forsthäuser
- Turmhügel Lübs
- Getreidemühle mit Schauwerkstatt

→ Siehe auch: Liste der Baudenkmale in Lübs (Vorpommern)

## Verkehrsanbindung
Lübs liegt etwa drei Kilometer von der B 109 (Prenzlau–Anklam) entfernt. Die nächsten Bahnstationen befinden sich in Ducherow und Ferdinandshof an der Bahnstrecke Angermünde–Stralsund sowie in Ueckermünde an der Bahnstrecke Jatznick–Ueckermünde.